# Goście, goście
Goście, goście (fr. Les visiteurs) – francuska komedia z 1993 roku. We Francji film w kinach zobaczyło 13 782 991 widzów, dzięki czemu obraz jest piątym filmem francuskim w historii pod względem liczby widzów.
W 1998 nakręcono drugą część Goście, goście II – korytarz czasu, zaś w 2001 r. powstała wersja amerykańska, powtarzająca w dużej mierze fabułę Gości, gości – Goście w Ameryce. Na festiwalu w Cannes w 2013 roku Christian Clavier oficjalnie zapowiedział powstanie filmu Goście, goście III: Rewolucja.

## Opis fabuły
Jest rok 1123, trwa wojna między Henrykiem I a Ludwikiem VI, królem Francji. Ludwik, zwany Grubym, w podzięce za uratowanie życia przed Anglikami, daje Godfrydowi de Malphete, hrabiemu Appremont, Papincourt i Montmirail, zwanemu Śmiałym (Jean Reno) osiem dni na znalezienie i poślubienie swojej ukochanej, księżniczki Frenegundy de Pouille (Valérie Lemercier). W drodze do niej Godfryd, nie zważając na ostrzeżenia towarzyszy, przejeżdża przez puszczę Malcombré, gdzie pochwyca wiedźmę tam rezydującą. Kiedy wreszcie dociera w pobliże zamku, nakazuje swojemu giermkowi Jacquouille’owi (Christian Clavier), by ten ubrał go w najlepsze szaty. Wykorzystując nieuwagę bohaterów, wiedźma dolewa mikstury do bukłaka, który hrabia następnie każe sobie podać. Napój wywołuje u Godfryda halucynacje – kiedy księżniczka wraz z ojcem wychodzą hrabiemu naprzeciw, ten trafia z kuszy niedoszłego teścia, biorąc go za niedźwiedzia. Na pogrzebie ojca Frenegunda oznajmia Godfrydowi, że zamknie się w klasztorze, ten z kolei ślubuje bezżenność.
Nie mogąc się pogodzić z perspektywą wygaśnięcia rodu, hrabia Montmirail udaje się wraz z giermkiem do czarodzieja swojego ojca, Euzebiusza, prosząc go o przywrócenie księcia Pouille do życia. Czarnoksiężnik podaje im miksturę, która pozwala na podróż w czasie, w nadziei, że Godfryd zdoła odwrócić bieg strzały, nim ta zabije księcia. Błąd maga powoduje, iż zamiast w przeszłości, Godfryd i Jacquouille lądują w XX wieku.

## Obsada
- Christian Clavier: Jacquouille / Jacques-Henri Jacquard
- Jean Reno: Godefroy de Papincourt, hrabia Montmirail
- Valérie Lemercier: Frénégonde de Pouille / Béatrice de Montmirail
- Christian Bujeau: Jean-Pierre Goulard
- Marie-Anne Chazel: Ginette
- Isabelle Nanty: Fabienne Morlot
- Gérard Séty: Edgar Bernay
- Didier Pain: król Ludwik VI Gruby
- Jean-Paul Muel: wachmistrz Gibon
- Arielle Séménoff: Jacqueline
- Michel Peyrelon: Édouard Bernay
- Pierre Vial: czarownik Eusebius / Monsieur Ferdinand
- François Lalande: kapłan
- Didier Bénureau: doktor Beauvin
- Frédéric Baptiste: Freddy